# Tetracera boiviniana
Tetracera boiviniana es una especie de planta fanerógama perteneciente a la familia Dilleniaceae.

## Distribución
Es originaria del África oriental donde se distribuye por Kenia. Tanzania y Mozambique.	

## Descripción
Es un arbusto o árbol, que alcanza un tamaño de 2-6 (-7) m de altura; la corteza más vieja es fina, parecida al papel, con división y  descamación longitudinalmente; las hojas por debajo de blanco y lanudas. Las flores de color blanco rosáceo en  cimas terminales poco florecidas de hasta  5 cm de largo; pedúnculos y pedicelos tomentosos.

## Ecología
Se encuentra en las praderas costeras, bosques y matorrales; a una altitud de 50-450 metros. En Zanzíbar, en el bosque montano, a 1900-2000 m altitud.

## Taxonomía
Tetracera boiviniana fue descrita por Henri Ernest Baillon y publicado en Adansonia 7: 300, t. 7. 1867.

## Propiedades
La planta contiene el principio activo ácido betulínico.